# Щекино (Московская область)

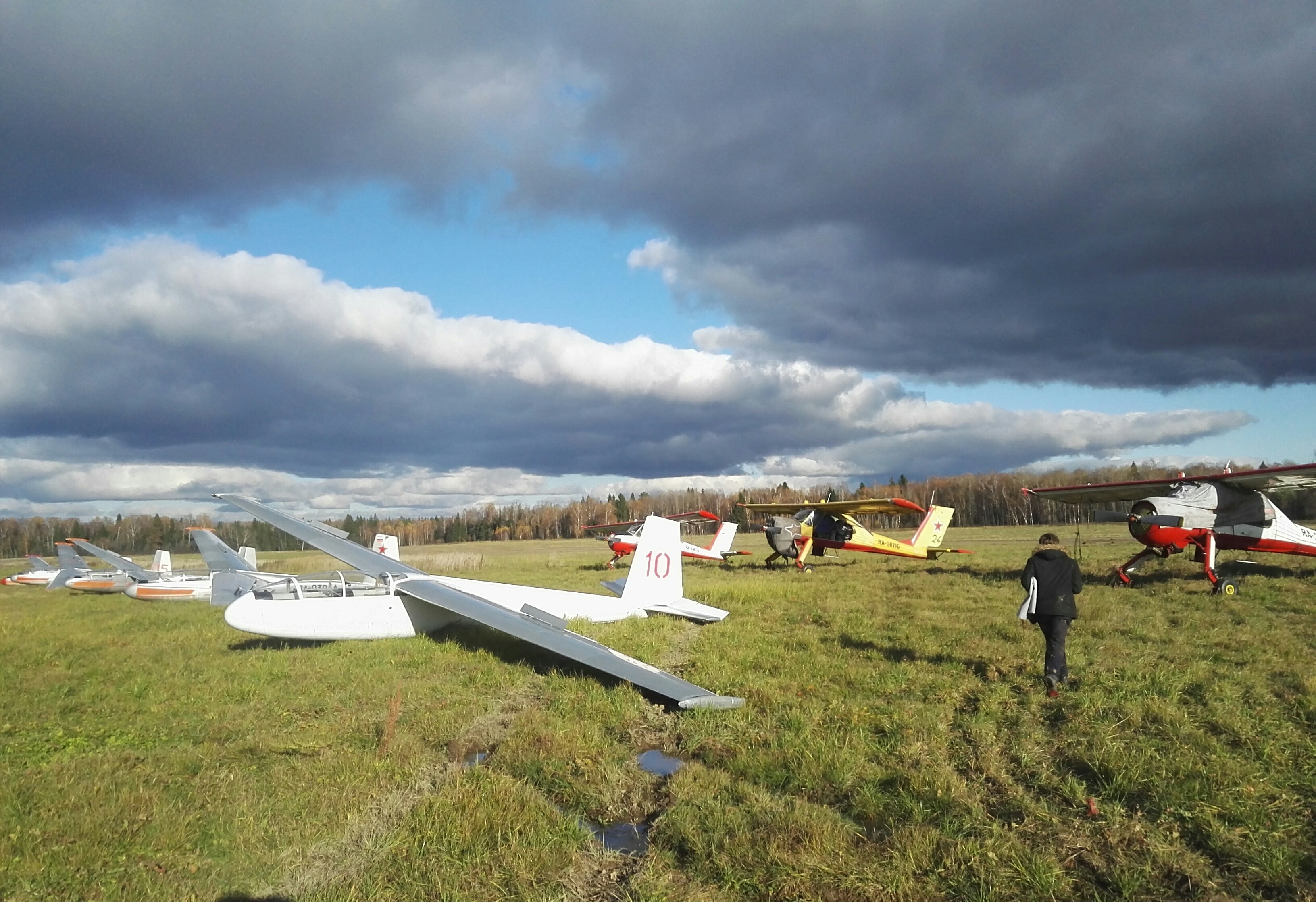
Аэродром «Щекино» к востоку от деревни

Щекино — деревня в Клинском районе Московской области, в составе Нудольского сельского поселения. Население — 233 чел. (2010). В 1994—2001 годах Щекино было центром Щекинского сельского округа.
Деревня расположена на юго-западе района, примерно в 25 км к юго-западу от райцентра Клин, на левом берегу реки Здиргиш, высота центра над уровнем моря 200 м. Ближайшие населённые пункты — Грешнево на севере, Сергеевка на северо-западе и Кузнецово на юго-западе. Через деревню проходит региональная автодорога 46К-0170 Московское большое кольцо — Белозерки.

## Население
| 2002 | 2006 | 2010 |
| ---- | ---- | ---- |
| 261  | ↘252 | ↘233 |